# Самодийские языки
Самоди́йские языки́ — ветвь языков, входящая в состав уральской языковой семьи. На этих языках говорят в Западной и Северной Сибири, а также на севере европейской части России. Общее число говорящих на 2010 год оценивалось в приблизительно 23 000 человек.
Как и другие уральские, являются по большей части агглютинативными языками.

## Классификация

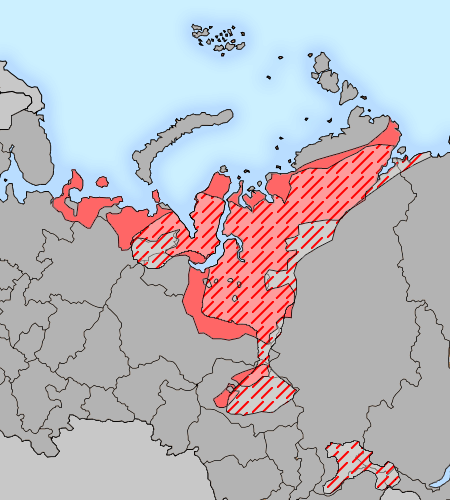
Географическое распространение самодийских языков в XVII веке (приблизительно; штриховка) и в конце XX века (сплошной фон)

В составе самодийских языков выделяют следующие группы:
- северная:
  - ненецкие:
    - ненецкий (язык ненцев) — 21 926 говорящих[3];
    - нещанский (язык лесных ненцев (неша, пяк) — 1000 говорящих;

  - нганасанский (язык нганасанов (тавги)) — 125 говорящих[3];
  - юрацкий †;
  - энецкие:
    - тундровый энецкий — 15 говорящих[4];
    - лесной энецкий — 25 говорящих[5][6];
- южная:
  - селькупские (языки селькупов) — 600 говорящих;
    - северноселькупский — 600 говорящих[7];
    - южноселькупский — 10 говорящих[8];

  - вымершие языки саянских самодийцев:
    - камасинские:
      - камасинский †;
      - койбальский †;

    - маторско-тайгийско-карагасский:
      - маторский †;
      - тайгийский †;
      - карагасский †.

## Проблемы сохранения и возрождения
В России обучение самодийским языкам ведётся как учебный предмет в некоторых школах.
Помощь российским педагогам в организации преподавания самодийских (и финно-угорских) языков по системе «языковых гнёзд» оказывает общество «Финляндия-Россия», однако одна из проблем, связанных с этой методикой, заключается в том, что для её использования требуются высококвалифицированные специалисты — как педагоги, так и методисты, в которых ощущается острая нехватка.
По мнению Анники Пасанен, руководителя программы «языковых гнёзд» в Саамском регионе Финляндии, дети могут быстро и эффективно выучить язык лишь в том случае, когда это происходит естественным образом и когда им это интересно, а потому сохранение и возрождение языков национальных меньшинств возможно лишь в том случае, если эта методика применяется как в дошкольных учреждениях, так и в школах. Двух часов в неделю, которые отводятся на изучение родного языка в школьных программах во многих районах проживания национальных меньшинств в России, для выживания языков, по мнению Пасанен, совершенно недостаточно, а низкий статус родного языка в школе, по её словам, является для детей чётким сигналом, что «на родном языке можно петь на концерте, но языком образования, цивилизации является русский язык».